# Фернандес, Стефания
Стефани́я Ферна́ндес Кру́пий (исп. Stefanía Fernández Krupij; род. 4 сентября 1990) — венесуэльская фотомодель, Мисс Венесуэла 2008 года и Мисс Вселенная 2009 года.

## Биография
Стефания Фернандес родилась 4 сентября 1990 в Мериде в семье иммигрантов,  имеет украинскую и испанскую (галисийскую) кровь. В детском и подростковом возрасте иногда участвовала в различных показах в роли модели. Потом заинтересовалась конкурсами красоты. У неё рост 178 см. В 2008 году была выбрана представительницей от штата Трухильо на конкурс Мисс Венесуэла.
10 сентября 2008 года, спустя шесть дней после своего 18-летия, была коронована как Мисс Венесуэла-2008. Титул ей перешёл от победительницы прошлого года Дайаны Мендосы. Это единственный случай в истории конкурса Мисс Вселенная, когда страна победила 2 года подряд. Стефания представляла свою страну на конкурсе Мисс Вселенная-2009, который прошёл 23 августа 2009 года на Багамах.
Стефания Фернандес стала второй Мисс Трухильо, которой удалось выиграть национальный конкурс Мисс Венесуэла. Первой была Барбара Паласиос, которая стала Мисс Венесуэла-1986 и Мисс Вселенная-1986.
Является победительницей «Мисс Вселенная 2009». Эта победа была внесена в список Книга рекордов Гиннесса.
Увлекается теннисом и плаванием.

## Личная жизнь
В 2012 году у нее завязались романтические отношения с венесуэльским телевизионным магнатом и бывшим владельцем Globovision Карлосом Альберто Сулоагой Сисо, роман закончился два года спустя. Ее мать, Надя Крупий Холояд, фармацевт, родилась в Венесуэле польского происхождения, а ее отец-испанец, Хосе Луис Фернандес, является бизнесменом по лесозаготовкам (резьба по дереву) из Понтеведры, Галисия.
Стефания Фернандес вышла замуж за венесуэльского инвестора Бернардо Асуахе 6 мая 2017 года в Картахене, Колумбия.  В июне 2020 года она объявила о разводе.
Вскоре после объявления о разводе с бизнесменом Бернардо Асуахе в декабре 2020 года она подтвердила, что встречается с венесуэльским бейсболистом высшей лиги Эндером Инчарте. В мае 2021 года у нее родился мальчик от Инчарте.